# 岡山郵便局 (岡山県)
岡山郵便局（おかやまゆうびんきょく）は、日本郵便が2017年5月22日に岡山県総社市長良の岡山総社IC流通センター内に開局した一般客向け窓口、ATMを持たない郵便局（地域区分局）である。

## 概要
住所：岡山県総社市長良114-2
岡山県・広島県東部内の郵便番号には主に岡山県東部を対象とする「70X-XXXX」と主に岡山県西部を対象とする「71X-XXXX」と主に広島県東部を対象とする「72X-XXXX」という3つの大きな括りが存在し、70のエリアは岡山中央郵便局が、71のエリアは倉敷郵便局（郵便）・片島分室（ゆうパック）が、72のエリアは福山東郵便局が、それぞれ地域区分局として管内の郵便物等の取り纏め、対外発送を請け負っていたが、これを集約し岡山県・広島県東部内の郵便・ゆうパックの区分を行う地域区分専用局として新設されるものである。一般客向けの窓口などは「ゆうゆう窓口」も含め開設されない。
これに伴い、倉敷郵便局片島分室は当局に移管される形で廃止された。
開設当初は倉敷郵便局（片島分室を含む）の地域区分業務が移管され、岡山中央郵便局の地域区分業務は2017年8月28日に、福山東郵便局の地域区分業務は2017年9月17日に、それぞれ移管された。

### 作業所
- 津山卸センター作業所 - 岡山県津山市戸島634-18（津山卸会館）

## 取扱業務
- 郵便番号が70 - 72で始まる地域発着の全郵便物・ゆうパック類の差立・仕分け

### 地域区分受持区域
- 岡山県内全域・広島県東部